# مامادو كامارا
مامادو كامارا (بالفرنسية: Mamadou Camara)‏ (6 أبريل 1988 بنيور في فرنسا - ) هو لاعب كرة قدم فرنسي في مركز الوسط. لعب مع سي أ باستيا ونادي ستراسبورغ ونادي غانغون ونادي نيور.

## وصلات خارجية
- مامادو كامارا على موقع قاعدة بيانات كرة القدم.إي يو (الإنجليزية)
- مامادو كامارا على موقع ليكيب (الفرنسية)
- مامادو كامارا على موقع Soccerway.com (الإنجليزية)